# Stéphane Audoin-Rouzeau

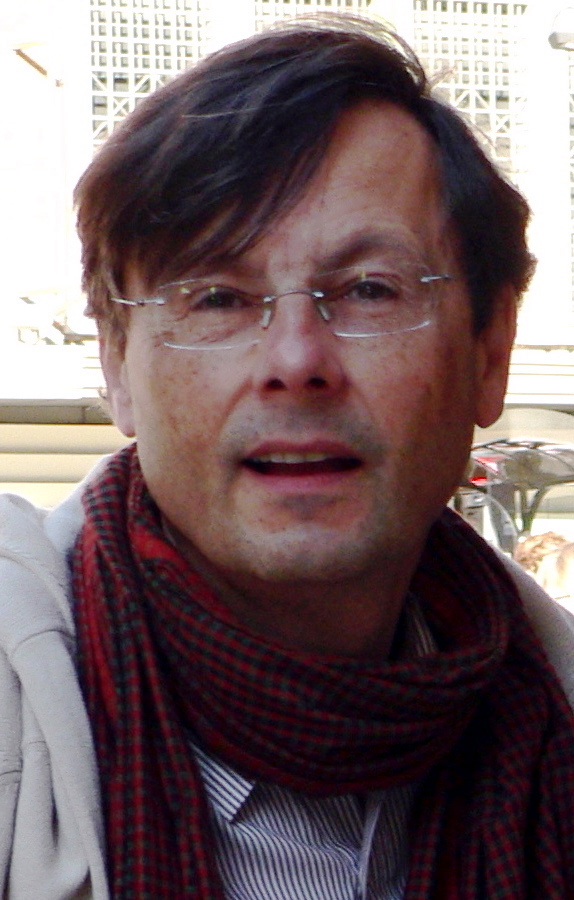
Stéphane Audoin-Rouzeau

Stéphane Audoin-Rouzeau (* 1955) ist ein französischer Historiker und Direktor des Centre d’études sociologiques et politiques Raymond Aron. Er ist Co-Direktor des Historial de la Grande Guerre in Péronne (Département Somme).
Zusammen mit Jean-Jacques Becker, dem Leiter des Historial, und dessen Tochter Annette Becker, ist Audoin-Rouzeau wesentlich für eine Neubewertung der sozialen Hintergründe zum Ersten Weltkrieg verantwortlich. Er hat mit weiteren französischen, deutschen und englischen Historikern das Konzept des Consentement patriotique (patriotischer Konsens) entwickelt, um die Tatsache zu erklären, dass die europäische Bevölkerung und die Truppen massiv den Ausbruch des Konflikts unterstützten und die schrecklichen Anstrengungen der kriegführenden Staaten trugen, ohne dass es – ausgenommen bei den Meutereien des Jahres 1917 – zu Protest oder Auflehnung kam. Dieses Konzept provozierte zahlreiche Kontroversen unter den Historikern, vor allem mit Rémy Cazals, die die These eine seitens der politischen und militärischen Autoritäten auf die Zivilbevölkerung und vor allem die Soldaten ausgeübten Zwangs unterstützen, um den Zusammenhalt der Staaten und Armeen an den Fronten (die russische Front ausgenommen) während des Krieges zu erklären. Zuletzt hat er sich mit dem Ruanda-Konflikt befasst.
2020 erschien ein Artikel von Audoin-Rouzeau in einem Sammelband, in dem er die modernen Kriege als eine beispiellose Intensivierung der Gewalt analysierte.
Stéphane Audoin-Rouzeau ist der Sohn des Kulturjournalisten und Surrealisten Philippe Audoin und Bruder der Schriftstellerin Fred Vargas (Frédérique Audoin-Rouzeau) und der Malerin Jo Vargas (Joëlle Audoin-Rouzeau).

## Schriften (Auswahl)
- 1870, la France dans la guerre. Armand Colin, Paris 1989, ISBN 2-200-37165-9.
- L’Enfant de l’ennemi (1914–1918). Viol, avortement, infanticide pendant la Grande guerre (= Collection historique). Aubier, Paris 1995, ISBN 2-7007-2268-X.
- mit Annette Becker: 14–18, Retrouver la guerre. Gallimard, Paris 2000, ISBN 2-07-075284-4.
- Cinq deuils de guerre. 1914–1918. Noesis, Paris 2001, ISBN 2-911606-83-3.
- Préfacées et Commentaires in: Un regard sur la Grande Guerre. Photographies inédites du soldat Marcel Felser. Larousse, Paris 2002, ISBN 2-03-505259-9.
- als Herausgeber mit Annette Becker, Christian Ingrao und Henry Rousso: La Violence de guerre 1914–1945. Approches comparées des deux conflits mondiaux. Éditions Complexe u. a., Brüssel u. a. 2002, ISBN 2-87027-911-6.
- als Herausgeber mit Jean Jacques Becker: Encyclopédie de la Grande Guerre, 1914–1918. Bayard, Paris 2004, ISBN 2-227-13945-5.
- L’enfant ennemi, l’enfant de l’ennemi, pendant la Grande Guerre. In: La haine des enfants (= penser/rêver. Nr. 6). Mercure de France, Paris 2004, ISBN 2-7152-2535-0, S. 35–46.
- Combattre. Une anthropologie historique de la guerre moderne, XIXe–XXIe siècle. Seuil, Paris 2008, ISBN 978-2-02-097508-7.
- Une initiation : Rwanda 1994–2016, Seuil, 2017, ISBN 978-2-02-130851-8.